# Richard Ofori (calciatore 1º novembre 1993)
Richard Ofori (1º novembre 1993) è un calciatore ghanese, portiere dell'AmaZulu e della nazionale ghanese.

## Carriera

### Club
Ha giocato nella prima divisione ghanese ed in quella sudafricana.

### Nazionale
Ha partecipato ai Mondiali Under-20 del 2013.
Viene convocato per la prima volta dalla nazionale, e debutta, nel 2015.

## Statistiche

### Cronologia presenze e reti in nazionale
| Cronologia completa delle presenze e delle reti in nazionale ― Ghana | Cronologia completa delle presenze e delle reti in nazionale ― Ghana | Cronologia completa delle presenze e delle reti in nazionale ― Ghana | Cronologia completa delle presenze e delle reti in nazionale ― Ghana | Cronologia completa delle presenze e delle reti in nazionale ― Ghana | Cronologia completa delle presenze e delle reti in nazionale ― Ghana | Cronologia completa delle presenze e delle reti in nazionale ― Ghana | Cronologia completa delle presenze e delle reti in nazionale ― Ghana |
| Data                                                                 | Città                                                                | In casa                                                              | Risultato                                                            | Ospiti                                                               | Competizione                                                         | Reti                                                                 | Note                                                                 |
| -------------------------------------------------------------------- | -------------------------------------------------------------------- | -------------------------------------------------------------------- | -------------------------------------------------------------------- | -------------------------------------------------------------------- | -------------------------------------------------------------------- | -------------------------------------------------------------------- | -------------------------------------------------------------------- |
| 18-10-2015                                                           | Kumasi                                                               | Ghana                                                                | 2 – 1                                                                | Costa d'Avorio                                                       | Campionato d'Africa 2016                                             | -2                                                                   |                                                                      |
| 30-10-2015                                                           | Abidjan                                                              | Costa d'Avorio                                                       | 1 – 0                                                                | Ghana                                                                | Campionato d'Africa 2016                                             | -                                                                    |                                                                      |
| 4-2-2017                                                             | Port-Gentil                                                          | Burkina Faso                                                         | 1 – 0                                                                | Ghana                                                                | Coppa d'Africa 2017 - Finale 3º posto                                | -1                                                                   |                                                                      |
| 25-5-2027                                                            | Accra                                                                | Ghana                                                                | 2 – 1                                                                | Benin                                                                | Amichevole                                                           | -                                                                    |                                                                      |
| 11-6-2017                                                            | Kumasi                                                               | Ghana                                                                | 5 – 0                                                                | Etiopia                                                              | Qual. Coppa d'Africa 2019                                            | -                                                                    |                                                                      |
| 28-6-2017                                                            | Houston                                                              | Messico                                                              | 1 – 0                                                                | Ghana                                                                | Amichevole                                                           | -1                                                                   |                                                                      |
| 1-7-2017                                                             | East Hartford                                                        | Stati Uniti                                                          | 2 – 1                                                                | Ghana                                                                | Amichevole                                                           | -2                                                                   | 24’                                                                  |
| 1-9-2017                                                             | Kumasi                                                               | Ghana                                                                | 1 – 1                                                                | Rep. del Congo                                                       | Qual. Mondiali 2018                                                  | -1                                                                   |                                                                      |
| 5-9-2017                                                             | Brazzaville                                                          | Rep. del Congo                                                       | 1 – 5                                                                | Ghana                                                                | Qual. Mondiali 2018                                                  | -1                                                                   |                                                                      |
| 7-10-2017                                                            | Kampala                                                              | Uganda                                                               | 0 – 0                                                                | Ghana                                                                | Qual. Mondiali 2018                                                  | -                                                                    |                                                                      |
| 12-11-2017                                                           | Kumasi                                                               | Ghana                                                                | 1 – 1                                                                | Egitto                                                               | Qual. Mondiali 2018                                                  | -1                                                                   |                                                                      |
| 30-5-2018                                                            | Yokohama                                                             | Giappone                                                             | 0 – 2                                                                | Ghana                                                                | Amichevole                                                           | -                                                                    |                                                                      |
| 8-9-2018                                                             | Nairobi                                                              | Kenya                                                                | 1 – 0                                                                | Ghana                                                                | Qual. Coppa d'Africa 2019                                            | -1                                                                   |                                                                      |
| 18-11-2018                                                           | Addis Abeba                                                          | Etiopia                                                              | 0 – 2                                                                | Ghana                                                                | Qual. Coppa d'Africa 2019                                            | -                                                                    |                                                                      |
| 23-3-2019                                                            | Accra                                                                | Ghana                                                                | 1 – 0                                                                | Kenya                                                                | Qual. Coppa d'Africa 2019                                            | -                                                                    |                                                                      |
| 15-6-2019                                                            | Dubai                                                                | Ghana                                                                | 0 – 0                                                                | Sudafrica                                                            | Amichevole                                                           | -                                                                    |                                                                      |
| 25-6-2019                                                            | Ismailia                                                             | Ghana                                                                | 2 – 2                                                                | Benin                                                                | Coppa d'Africa 2019 - 1º turno                                       | -2                                                                   |                                                                      |
| 29-6-2019                                                            | Ismailia                                                             | Camerun                                                              | 0 – 0                                                                | Ghana                                                                | Coppa d'Africa 2019 - 1º turno                                       | -                                                                    |                                                                      |
| 2-7-2019                                                             | Suez                                                                 | Guinea-Bissau                                                        | 0 – 2                                                                | Ghana                                                                | Coppa d'Africa 2019 - 1º turno                                       | -                                                                    |                                                                      |
| 8-7-2019                                                             | Ismailia                                                             | Ghana                                                                | 1 – 1 dts (4 – 5 dtr)                                                | Tunisia                                                              | Coppa d'Africa 2019 - Ottavi di finale                               | -1                                                                   |                                                                      |
| 14-11-2019                                                           | Cape Coast                                                           | Ghana                                                                | 2 – 0                                                                | Sudafrica                                                            | Qual. Coppa d'Africa 2021                                            | -                                                                    |                                                                      |
| 18-11-2019                                                           | São Tomé                                                             | São Tomé e Príncipe                                                  | 0 – 1                                                                | Ghana                                                                | Qual. Coppa d'Africa 2021                                            | -                                                                    | 90’                                                                  |
| 12-11-2020                                                           | Cape Coast                                                           | Ghana                                                                | 2 – 0                                                                | Sudan                                                                | Qual. Coppa d'Africa 2021                                            | -                                                                    |                                                                      |
| 3-9-2021                                                             | Cape Coast                                                           | Ghana                                                                | 1 – 0                                                                | Etiopia                                                              | Qual. Mondiali 2022                                                  | -                                                                    |                                                                      |
| 6-9-2021                                                             | Johannesburg                                                         | Sudafrica                                                            | 1 – 0                                                                | Ghana                                                                | Qual. Mondiali 2022                                                  | -1                                                                   | 78’                                                                  |
| 27-9-2022                                                            | Lorca                                                                | Nicaragua                                                            | 0 – 1                                                                | Ghana                                                                | Amichevole                                                           | -                                                                    |                                                                      |
| 12-9-2023                                                            | Accra                                                                | Ghana                                                                | 3 – 1                                                                | Liberia                                                              | Amichevole                                                           | -1                                                                   | 62’                                                                  |
| 17-11-2023                                                           | Kumasi                                                               | Ghana                                                                | 1 – 0                                                                | Madagascar                                                           | Qual. Mondiali 2026                                                  | -                                                                    | cap.                                                                 |
| 21-11-2023                                                           | Iconi                                                                | Comore                                                               | 1 – 0                                                                | Ghana                                                                | Qual. Mondiali 2026                                                  | -1                                                                   |                                                                      |
| 8-1-2024                                                             | Kumasi                                                               | Ghana                                                                | 0 – 0                                                                | Namibia                                                              | Amichevole                                                           | -                                                                    | 67’                                                                  |
| 14-1-2024                                                            | Abidjan                                                              | Ghana                                                                | 1 – 2                                                                | Capo Verde                                                           | Coppa d'Africa 2023 - 1º turno                                       | -2                                                                   | cap.                                                                 |
| 18-1-2024                                                            | Abidjan                                                              | Egitto                                                               | 2 – 2                                                                | Ghana                                                                | Coppa d'Africa 2023 - 1º turno                                       | -2                                                                   | cap.                                                                 |
| 22-1-2024                                                            | Abidjan                                                              | Mozambico                                                            | 2 – 2                                                                | Ghana                                                                | Coppa d'Africa 2023 - 1º turno                                       | -2                                                                   | cap.                                                                 |
| Totale                                                               |                                                                      | Presenze                                                             | 33                                                                   |                                                                      | Reti                                                                 | -21                                                                  |                                                                      |